# Nikolaj Frederik Severin Grundtvig
Nikolaj Frederik Severin Grundtvig, även känd som N.F.S. Grundtvig, född 8 september 1783 i Udby prästgård vid Vordingborg, död 2 september 1872 i Köpenhamn, var en dansk präst, politiker, översättare, folkbildare, författare och titulärbiskop.
Grundtvig räknas, tillsammans med Thomas Kingo och H.A. Brorson, som en av Danmarks tre stora psalmdiktare. Han var tillsammans med Adam Oehlenschläger den danska nationalromantikens främsta företrädare.
I övriga Norden är Grundtvig mest känd som den som grundade folkhögskolan, för bildning av de breda folklagren, särskilt bönderna. Han räknas som Danmarks störste folkuppfostrare genom tiderna i religiöst och nationellt avseende.
Grundtvig förde heta diskussioner med ett flertal av sin tids danska profiler. Grundtvig har haft en stor betydelse för utvecklingen i Den danske folkkirke och även påverkat den politiska utvecklingen i Danmark. Han var medlem av den grupp som utformade den första demokratiska grundlagen i Danmark.
En folklig rörelse i Danmark som har fått hans namn, grundtvigianismen, har betytt mycket för utvecklingen både i kyrkan och staten. Han var far till Johan, Svend och Frederik Lange Grundtvig.

## Biografi

### Uppväxt och studentår
Grundtvig tillbringade sina första år i ett allvarligt, kristligt hem – fadern, själv prästson, levde och verkade i gammallutheransk anda (enligt dikten "Udby have"); de gamla historiska verken i faderns bibliotek, Holbergs kyrkohistoria och Luthers biografi var hans favoritläsning. Från sitt nionde till sitt femtonde år uppfostrades han hos en präst på gränsen till den jylländska heden, som också var hans äldre bröders lärare; där umgicks han med bönderna, fick ett djupt, varmt intryck av Jyllands natur och slukade all historisk lektyr han kunde komma över till omväxling med Holbergs diktverk, Tusen och en natt och Thomas Kingos psalmer.
Efter ett par års skolgång i Aarhus antogs han till universitetet 1800. Latinskoletiden hade, menade han senare, hämmat utvecklingen av hans personlighet och förlamat hans barndoms religiösa tro. Han var "som en hedning", vilken på föräldrarnas önskan blev teol.kand., men "uden aand og uden tro". Själva studierna väckte inte alls något intresse hos honom. Mera sattes hans stämnings- och tankeliv i rörelse genom slaget på Köpenhamns redd 1801 och genom kusinen Henrik Steffens föreläsningar: dennes respekt för Kristus och hänvisning till Shakespeare och Goethe väckte hans nyfikenhet. Men varken detta eller Adam Oehlenschlägers dikter från 1802 förmådde leda honom in på nya banor.

### Religiös och poetisk väckelse
Första väckelsen kom då han ett par år efter examen blev informator i en herrgård på Langeland och där greps av en lidelsefull kärlek till frun i huset. Denna hopplösa och syndiga passion föreföll honom som ett straff och en varning. Han grep varje medel att kämpa sig fri, kastade sig ivrigt över studiet av den nyare tyska filosofin, hänfördes nu av Oehlenschlägers Poetiske skrifter, i synnerhet Valunds saga, som fick honom att återupptaga sitt tidigare påbörjade studium av den nordiska forntiden, och fördes av allt detta nästan till romantikens halft poetiska, halft filosofiska uppfattning av religionen. Skalden utvecklades i honom, och tills vidare var "diktaren åtskilliga år före människan".
Köpenhamns bombardemang (1807) och förlusten av flottan ökade hans allvar och framkallade hans första utgivna dikt, "Maskeradeballet i Danmark" (1808), en straffpredikan över huvudstadsbefolkningens ytlighet och nöjeslystnad trots fäderneslandets olycka. 1808–1810 var han alumn i Valkendorffs kollegium, där han blev god vän med några duktiga män, såsom historikern Molbech och filosofen Sibbern; på samma gång blev han lärare i en flickskola, vilket medförde att han ivrigt slog sig på historiska studier.

### Teolog, mytforskare, pedagog, predikant
Redan på Langeland hade han författat religiösa, pedagogiska och mytologiska avhandlingar, som tydligt varslade om de tre huvudriktningarna för hans senare verksamhet. Förutom en rad lyriska dikter är hans huvudverk från denna period Nordens mytologi, eller udsigt över Eddalæren for dannede mænd, som ei selv ere mytologer (1808; till svenska 1818) – på språkstudiernas dåvarande stadium och med hänsyn till de få, otillräckliga hjälpmedlen också i vetenskapligt avseende det första betydande arbetet i nordisk mytologi med inströdda översättningar av sånger från poetiska Eddan; men redan här märker man den poetiska och fritt fördjupande uppfattning av de gamla myterna, som framträder i hans mytologiska huvudverk från 1832 – samt Optrin af kæmpelivets undergång i Norden (1809–1811), där han i en rad "samtal" på vers skildrade hedendomens sista kamp med den segrande kristendomen.
På våren 1810 höll Grundtvig sin provpredikan – hans gamle far önskade honom nämligen till sin kaplan - över ämnet: "Hvi är Herrens ord försvunnet från hans hus?" Då han lät trycka denna, kände sig flera av huvudstadens rationalistiska präster kränkta, och genom sina klagomål åsamkade de författaren sent omsider en tillrättavisning för publicerandet. Men innan detta resultat förelåg, hade det skett det våldsammaste omslag i Grundtvigs sinne: hans väckelse till djupt allvarlig kristen och till kristendomens stridsman i fäderneslandet.
Förargelse över en rationalistisk historieskrivares hån mot kristendomen blev den första anledningen: han sprang upp, säger han själv, liksom gripen av en mäktig ande, som kallade honom till reformator; därpå följde ett par månaders stolt, men stilla svärmeri med bibelläsning, bön och grubbel över hur en reformation skulle kunna verkställas, då plötsligt en fråga, med överväldigande tyngd, trängde sig på honom: Är du själv kristen och har du fått förlåtelse för dina synder?
Krisen var sådan att den tidtals rubbade hans förstånd, varför trofasta vänner måste vaka hos honom dag och natt. Som innerlig, övertygad kristen började han vid jultiden hos fadern sin prästerliga verksamhet, besluten att vägledd av två lågande facklor, Guds ord och framfarna tiders vittnesbörd, hejda tiden vid randen av den bottenlösa avgrund, mot vilken den hastar.
Grundtvig var då något över 27 år gammal. Vid faderns död kort därefter återvände sonen till huvudstaden, där han i flera år träget sysslade med en mångsidig litterär verksamhet. Att hans uppfattning av människorna och livet blivit grundligt förändrad, framgick av allt han skrev. I Udby hade han omarbetat Optrin af norners og asers kampe, en poetisk, kristligt färgad behandling av Volsunga-sägnerna; i företalet tog han avstånd från sin hittills överdrivna hänförelse för Asatiden och Nordens forntid.
1812 utgav han Kort begreb af verdens krönike i sammenhæng, där han på knappt 400 sidor lämnade en översikt av mänsklighetens levnadslopp, sett och bedömt uteslutande från kristlig synpunkt, en hänsynslös uppgörelse med forntid och samtid, särskilt med 1700-talets upplysning och rationalism. Positiva omdömen och livlig, väckande skildring finns här sida vid sida med hårda och ensidiga domar. Boken väckte stor uppmärksamhet och kraftig motsägelse både av historiker och filosofer.
Följande årtionde var för Grundtvig en fortsatt rad av stridsår, varunder han ensam och oförstådd kämpade för sina religiösa folkuppfostran och poetiska idéer. Han predikade i huvudstadens kyrkor, så länge man gav honom lov därtill (Bibelske prædikener, 1816), lämnade bidrag till tidskrifter och utgav själv en sådan, Dannevirke (1816–1819; häri bland annat dikten "Paaskeliljen"), studerade angelsaxiska, översatte Beowulfskvädet och fördanskade "Højnordens rigskrøniker": översatte Saxo Grammaticus och Snorre Sturlasson fritt på ett kraftigt, egendomligt språk, avsett för folkläsning.
Samtidigt författade eller utgav han en rad poetiska arbeten (Saga 1812, Roskilde-riim 1814, Kvædlinger eller smaakvad 1815). I början av 1820-talet återgick han i prästtjänst, först i en själländsk provinsstad, sedan i huvudstaden. Den stora dikten "Nyaarsmorgen" (1824) är mera tillitsfull än något av hans tidigare arbeten; i den drar han poetiskt upp konturerna av sin bana. Målet är återupplivande av "Nordens hjälteanda" till kristliga bedrifter, passande för tidens villkor.

### Sista strid mot upplysningen och åtal
Just vid denna tid levererade han sin sista huvudbatalj mot rationalismen. Den unge teologie professorn H.N. Clausen utgav ett arbete om katolicismens och protestantismens kyrkoförfattning, lära och ritual, vari bland annat hävdades den fria forskningens rätt också gentemot bibelns auktoritet.
Få veckor efter bokens utgivande följde Grundtvigs angrepp, Kirkens gjenmæle: kristendomen är inte ett begrepp, som kan bestämmas efter de lärdes gottfinnande, utan ett faktum, nämligen Guds levande menighet; kristendomens historiska grund får inte sökas i angripliga bibelställen, utan i menighetens levande vittnesbörd, vars centrum är den apostoliska trosbekännelsens vid dopet, nedärvd från Kristus personligen. (Detta är Grundtvigs "mageløse opdagelse", som hans eget yttrande lyder, och kärnan i hans kyrkliga åskådning, grundtvigianismen.)
Av Clausen fordrade han avbön och återkallelse eller nedläggande av ämbetet som ovärdig prästerlig lärare. Clausen stämde honom för ärekränkning; Grundtvig dömdes till böter och "censur för lifstiden"; men innan denna dom föll, hade Grundtvig med stor konsekvens själv uppgivit sitt prästämbete för att oavhängig kunna föra sina idéer till seger.
Tiden 1826–1839 var Grundtvigs Vintersæde i studerekammeret, där alla hans grundtankar mognade och klarnade. Det sjunkna danska folket måste upprättas genom en kristlig bildning på nationell grundval; för detta syfte stred han rastlöst som talare och skriftställare.

### Folkhögskolan och folkbildning
Grundtvig medförde starka intryck av engelska samhällsförhållanden, internatskolan och engelsk arbetsförmåga från tre sommarresor till England, där hans egentliga uppgift var att syssla med angelsaxiska handskrifter. Han samlade sin mäktiga psalmdiktning till Sangværk til den danske kirke (1837 ff.); men huvudverken i hans pedagogiska gärning och de viktigaste för att förstå hans livsåskådning i borgerlig och mänsklig mening är Nordens mytologi eller sindbilledsprog (1832) och Haandbog i verdenshistorien (3 band, 1833–1843).
I en lång inledning till den förra skriften förklarade han bland annat att den gemensamma vetenskapliga bildning som alla studerande bör lära känna, måste sökas i hebréernas, grekernas, romarnas och de gamle nordbornas kultur; men språken skulle läras för böckernas skull och dessa för livets; den romerske rövarens språk bör ge vika för Homeros’ och Platons. Dessutom bör inrättas en borgerlig och ridderlig akademi, som har till ändamål "bildning och duglighet för livet". Här hänföres "fäderneslandet" med hela dess naturliga och historiska beskaffenhet till det verkliga livet och ögonblickets krav, den gemensamma medelpunkten, varifrån institutionen förgrenar sig ut i alla det praktiska livets huvudriktningar.
Här utvecklade han också den tanke som går igen i hans historiska skrifter, att liksom fantasin är härskande i ungdomen, känslan i mannaåldern och förståndet på ålderdomen, så har hela människosläktet i forntiden en fantasiens ålder, i medeltiden känslans och i den nya tiden förståndets eller erfarenhetens. Slutligen framhållas det levande ordets företräde för det skrivna, den döda bokstaven under eljest lika betingelser.
Av hans andra historiska skrifter märks Mands minde (tryckt 1877), en rad föreläsningar över tidsskedet 1788–1838, och Kirkespejl (1871) från hans höga ålderdom, en översikt av kyrkans historia, men också med viktiga upplysningar om hans egen utveckling.
Vid Fredrik VI:s död 1839 var Grundtvig 56 år gammal, men han hann både den fria författningens införande och de båda krigen (slesvig-holsteinska kriget 1848–1851 och dansk-tyska kriget 1864). Han var utpräglad rojalist och från början mycket konservativ i politiskt hänseende. I kyrkligt och folkligt hänseende var han däremot ytterst liberal, kämpade för prästernas frihet och lyckades 1855 få "sognebaandet" löst vartill senare slöt sig lagen om "valgmenigheder".
Särskilt ivrigt kämpade han för sin folkliga högskoleidé och fick Kristian VIII att varmt intressera sig för planen att omdana Sorø Akademi till en fri folkhögskola för hela riket; men det treåriga krigets utbrott hindrade planens genomförande. Redan förut hade dock den första folkhögskolan upprättats i Rödding i Nordslesvig som ett led i den nationella rörelsen; efter 1864 fortsattes dess verksamhet i Askov. Den starka och egendomliga danska folkhögskolerörelsen – att samla de unga bondpojkarna och bondflickorna i ungdomligt samliv till en kortare skolkurs, varunder de genom föredrag över religiösa och historiska ämnen skulle väckas till medvetet andligt liv – har som bekant varit av stor betydelse för alla Nordens länder, liksom den efter hand väckt uppmärksamhet mångenstädes i utlandet. Samtidigt härmed arbetade Grundtvig nitiskt för förbättringar i barnuppfostran; han var en ivrig motståndare till "den sorte skole", "skolen for døden" (det vill säga latinskolan) och till all "drengevidenskabelighed"; ty barndomstiden är fantasiens tid; först ungdomstiden lämpar sig för förvärvandet av mera vidsträckta kunskaper.

### Grundtvigianismen
Om hans kyrkliga åskådning samlade sig allt flera anhängare, i synnerhet sedan han 1839 blivit präst vid Vartovs hospital, som blev den grundtvigska moderförsamlingen. De stora "Vennemøder" i slutet av hans liv fick stor uppfostrande betydelse för många. Han hävdar överallt församlingslivets vikt och värde av religiös gemenskap i motsats till Kierkegaards religiösa individualism. Också i det yttre vann den åldrande Grundtvig, som hade ett lyckligt familjeliv, stigande erkännande. Vid sitt 50 års prästjubileum fick han samma rang som Själlands biskop, och ett par år senare skänkte honom kyrkliga vänner en sjuarmad ljusstake av guld.
Hans död vid 89 års ålder väckte landssorg. Hundratals ornatklädda danska präster följde under psalmsång hans bår; berömda är Hostrups och Björnsons minnesdikter över den döde. I det senare jämförs hans mäktiga siarsyner med valans i Nordens urtid; i modern tid ska hans tankar verka under kommande tusen år.
Till hans minne uppfördes Grundtvigs Kirke.